# Attentati di Giacarta
Il 14 gennaio 2016 più esplosioni e spari sono stati segnalati nei pressi nel centro commerciale Sarinah nel centro di Giacarta. Un'esplosione è avvenuta in una caffetteria e in altri luoghi. Nell'attacco sono morte 8 persone, precisamente 4 civili e 4 terroristi, mentre 24 civili sono stati feriti.

## Contesto
Anche se l'Indonesia è lontana dai conflitti del Medio Oriente, il paese ha vissuto diversi attacchi da parte di militanti islamici negli ultimi due decenni, che hanno ucciso centinaia di persone. L'attentato peggiore nel paese è stato l'Attentato di Bali del 2002, che ha ucciso oltre 200 persone.

## Attacchi
Il 14 gennaio 2016, intorno alle 10:40, sono state segnalate diverse esplosioni seguite da spari nel centro di Giacarta, che è sede di molti alberghi di lusso e ambasciate. In totale, sei esplosioni si son verificate durante l'attentato. L'attacco ha colpito un posto di blocco stradale, una caffetteria e un ristorante della catena Burger King. Il luogo è stato pesantemente danneggiato dalle esplosioni. Inizialmente sono state segnalate tre esplosioni presso le vicino ambasciate della Turchia e del Pakistan, ma successivamente la notizia è stata smentita. Un'altra esplosione ha colpito il centro commerciale  Sarinah. Una serie di immagini ha mostrato due uomini armati che aprono il fuoco contro una folla. Il primo uomo armato sembra sparare a due agenti di polizia, mentre il secondo uomo armato ha sparato contro altri poliziotti a distanza ravvicinata. Il primo uomo, inoltre, ha preso in ostaggio due civili: un olandese e un algerino.

## Gli autori
Un terrorista dello Stato Islamico, Bahrun Naim, è la mente degli attacchi. Su un blog, Naim ha elogiato gli attentati terroristici messi a segno dallo Stato Islamico, e ha invitato a colpire l'Indonesia. Quattro terroristi sono morti durante l'attacco. I due morti in un attentato suicida sono stati identificati come Dian Juni Kurniadi e Ahmad Muhazab Saron, entrambi di circa 26 anni. Gli altri due terroristi sono morti in uno scontro a fuoco con la polizia. Lo Stato Islamico ha rivendicato l'attacco.

## Vittime
Negli attacchi, escludendo i 4 terroristi, sono morti 4 civili, mentre altri 24 sono stati feriti:
| Nazionalità | Morti                      |
| ----------- | -------------------------- |
| Indonesia   | 3                          |
| Canada      | 1                          |
| Totale      | 4 (esclusi i 4 terroristi) |